# Miele dolce amore
Miele dolce amore è un film del 1994 diretto da Enrico Coletti.

## Trama
In una non meglio precisata località siciliana, nel 1943 i soldati statunitensi arrivati dopo lo sbarco in Sicilia durante il secondo conflitto mondiale collaborano con le autorità locali per alcuni interventi necessari sul territorio ai fini delle azioni militari. Pearson, l'ufficiale che dirige le operazioni entra subito in antipatia con Carmelo Rosario per questioni legate al commando delle direttive da prendere e nega tassativamente a chiunque di prendere decisioni senza il suo permesso.
Carmelo Rosario è il podestà del luogo ed è sposato con la giovane e affascinante Maria Addolorata che provoca in Pearson una profonda emozione dettata dal sentimento, infatti ogni qualvolta c'è occasione in cui i due si scambiano delle occhiate intense, entrambi vengono travolti da un brivido di passione reciproca.
Don Siro è il parroco del paese e non avendo screzi con Pearson, fa presente all'ufficiale le necessità di cui ha bisogno la popolazione al posto di Carmelo Rosario; Pearson dopo aver visto Maria Addolorata è disposto a concedere al podestà le autorizzazioni per i lavori di manutenzione che avevano precedentemente concordato, ma a patto che Carmelo Rosario ne sia il responsabile e che non debba allontanarsi dal cantiere per nessuna ragione durante tutta la durata dell'orario lavorativo.
Per essere sicuro che Carmelo Rosario se ne stia lontano da casa, Pearson obbliga don Siro a tenerlo sotto sorveglianza poiché l'ufficiale ha in mente di approfittarsi di Maria Addolorata che essendo rimasta perennemente sola, cade preda dei corteggiamenti dell'ufficiale; nonostante la richiesta totalmente immorale, don Siro accetta di sottostare al ricatto di Pearson per il bene della popolazione.
L'intensa passione scoppiata tra Pearson e Maria Addolorata porterà i due, una volta terminato il conflitto, a fuggire insieme.